# Shinnecock
Shinnecock, jedni od plemena konfederacije Metoac s istoka otoka Long Island u New Yorku. Shinnecocki su kao i Montauki govorili dijalektom-Y, jezična porodica Algonquian. Popisom iz 1910. bilo ih je 167, dok su ostala Metoac plemena gotovo u potpunosti iščezla, pa je Montauka bilo 29 i samo 1 Poosepatuck. Danas oni žive na rezervatu Shinnecock i jedno su od dva Metoac plemena s Long Islanda. Ima ih 400 (prema Sultzmanu), dok broj Unkechauga iznosi 250.